# Teilmann
Teilman(n) er en dansk slægt, der har en borgerlig, en norsk, og en adelig gren.
Slægten Teilmann, som skal være af hollandsk oprindelse, menes at stamme fra Christen Jensen Teglmester eller Teglmand i Ribe, der var forpagter af det teglværk  i byen som Frederik II (1534-1588) fik bygget 1581. Hans datter Else Christensdatter Teglmand (1617-1659) var gift med Niels Lassen (-1681), borger i Ribe, og fik sønnerne,  begge købmænd sammesteds, Hans Nielsen Teilmann (c.1659-1690), fra hvem den adelige line stammer, og Christen Nielsen Teilmann (1645-1728), som var gift tre gange og fik tretten børn. Bland dem kammerråd Andreas Teilmann (1699-1772), stamfader til den danske borgerlige linje, og præsten Hans Teilman (1704-1765), som blev stamfader til præsteslægten og den norske linje. 

## Den adelige gren
Hans Nielsen Teilmann (c.1659-1690) var gift med Johanne Christendatter Mulvad (1660-1739) og blev fader til amtmand over Lundenæs og Bøvling Amter, etatsråd Christian Hansen Teilmann (1689-1749) til Skrumsager, Endrupholm og Nørholm m.m.. Han var gift første gang med Christine Marie Reenberg (1688-1734), datter af digter, jurist og herregårdsejer Thøger Reenberg (1656-1742) og Magdalene Broberg (1667-1729). Han kom som huslærer til Reenbergs hjem, Ristrup, Sabro herred, og kom ind i en familie som i generationer havde været købmænd, rådmænd, borgmestre og biskopper i Viborg og Aarhus, med aner til familierne Flensborg, Bording, Jacobæus, Ægidius, Vejle og Bagge. 
Christian Hansen Teilmann (1689-1749) begyndte sin karriere som kancellisekretær, og fik hjælp af sin svigerfar til at købe Skrumsager, ved Sønder Bork, Ringkøbing, hvor han blev herredsfoged. Han var den første der gav ordre til marskens lodsejere og landmilitsen om at dræne digerne og plante hjælme for at bekæmpe sandflugten. I 1724 blev han amtmand over Lundenæs og Bøvling Amter, 1729 justitsråd og 1746 etatsråd. Selv enkemand, var han gift anden gang uden afkom med enken Anne Maria (Schulz) Ehrenfeldt (1694-1746), af hvem han arvede Endrupholm, Nørholm og Lunderup. Hendes tidligere mand, Stephen Nielsen Ehrenfeldt (1680–1741), adledes 1719. Christian Hansen Teilmann og Christine Marie Reenbergs ældste søn Hans Christiansen Teilmann (c.1720-1742) sluttede sig til det engelske Royal Navy, og døde ud for Floridas kyst under krigen mod Spanien. Af deres døtre skal nævnes Magdalene Mette Teilmann (1717-1742), gift med konsistorialråd Thomas Just Jermiin (1711-1778), adlet 1750, og Ingeborg Christiane Teilmann (1720-1785), der ægtede kancellisekretær Henrik Christian de Wormskiold (1726-1760) til Bramming, der adledes 1757. Christian Hansen Teilmann og Christine Marie Reenbergs tre overlevende sønner, der 1751 blev optaget i adelstanden med navnet de Teilman, var etatsråd Tøger Reenberg de Teilman (1721-1788) til Endrupholm, landøkonom Andreas Charles de Teilman (1723-1790) til Nørholm, Thostrup sogn, Varde, hvoraf han rejste et stamhus, og Morten de Teilmann (1725-1781) til Skrumsager og Ristrup. 
(de) Teilman, den adelige grens våben: to brune traner med røde fødder og næb, på hjelmen to brune ørnevinger. I skjoldet 1. og 4. en brun ørneklo og lår, stående på en rød teglsten i gul felt (Teilmann borgelige våben), 2. og 3. en rød blok med blå vindrueklaser i hvidt felt (Reenberg), i midterste rude (en rød teglsten), en gul sparre belagt med tre røde roser (Ehrenfeldt). Som regel fortsatte de tre brødre og flere af deres efterkommer at stave deres familie navn som Teilmann. Den kendetegnende Teilmanske trane, findes stadig på tårnet i adskillige kirker i området omkring Varde, ligesom Thorstrup, Tistrup, Horne og Ansager. Mange i slægten kom til at bære navnet Thøger efter Thøger Reenberg, i sin tur tipoldebarn til johannitermunken fra Viborg, Thøger Jensen (c.1490-c.1540), som familie traditionen ville være af slægten Løvenbalk.
Andreas Charles de Teilmann (1723-1790) til Nørholm forblev ugift og havde ingen afkom, og besluttede sig for at stamhuset Nørholm samt Lunderup skulle arves af "den kvindelige descendent paa spindesiden af mine forældre", dvs. "den alene, som nedstammer fra min moder (Christine Marie Reenberg) som datter af datter, saasom hendes datter, datters datter, datters-datters-datter og saa framledes". Derved blev den første stamherrinde Christine Marie de Wormskjold (1752-1817), datter af Ingeborg Christiane Teilmann (1720-1785). Stamhuset blev ophævet i 1921 af den sidste stamherrinde Ingeborg Kristiane v.Rosenørn-Teilmann (1852-1929), og arvedes efter hende af Frederik Marcus v.Rosenørn-Lehn (1867-1951) til Rössjöholm, tipoldebarn til Henrik Christian v.Rosenørn-Lehn (1782-1847), søn af Christine Marie de Wormskjold og Christian v.Rosenørn-Teilmann (1741-1812). Ejendommen Nørholm gik ud af familiens eje først i 1979. 
Thøger Reenberg de Teilmann (1721-1788) til Endrupholm var 1740 fændrik ved det Sydjyske nationalregiment, 1743 sekondløjtnant, 1747 premiærløjtnant, 1749 kaptajn. Var 1757 gift med Margrethe Frandsdatter Benzon (1722-1759) men mistede hende og sin første søn (Thøger) i barselssengen. I 1763 skrev han Oeconomisk naturhistorisk Beskrivelse af Skads Herred og Fanø og i 1769 udgav han Thøger Reenbergs Poetiske Skrifter i to bind. Som enkemand ægtede han 1769 Sophie Amalie v.Gersdorff (1743-1801), datter af Christopher Frederik v.Gersdorff (1699-1748) til Riber Kærgård, og Margrethe v.Rosenørn (1715-1786). Deres første barn var Margretha Benzon de Teilmann (1769-1788) og den ældste levende søn var Thøger de Teilmann (1776-1827).  
Andreas Charles de Teilman (1782-1852) til Riber Kærgård. Blandt Thøger Reenberg de Teilmann og Sophie Amalie v.Gersdorffs børn skal nævnes ornitologen Andreas Charles Teilman til Riber Kærgård, hofjægermester i 1829, som var gift tre gange, første gang med Margrethe Christine Elisabeth v.Wedelsparre (1784-1823), datter af kammerherre Ditleff v.Wedelsparre (1748-1812) til Rønnebæksholm, anden gang med with Sophie Dorothea de Bardenfleth (1803-1826), datter af kontreadmiral, generalguvernør i Vestindien Johan Fredrik v.Bardenfleth (1772-1833) til Harridslevgård, og tredje gang med Frederikke Amalie Dorothea Leschly (1817-1889), datter af bogholder ved det militære Uld- og Linnedmanufaktur på Kongsberg Fredrik Werner Leschly (1775-1841). Med pseudonymet Anders Fisker udgav han 1823 bogen Forsøg til en Beskrivelse af Danmarks og Islands Fugle eller Haandbog i det Danske Beideværk. Med Frederikke Amalie Dorothea Leschly fik han en søn, Tøger Reenberg de Teilman (1845-1860), som døde ung mens han studerede på Herlufsholm. 
Morten de Teilmann (1725-1781) til Skrumsager og Ristrup, han arvede Skrumsager af sin far, med da han så fik Ristrup af sin onkel Frederik Reenberg (1697-1755), solgte han 1756 den første og flyttede til den sidste. Han ægtede sin svigersøsters søster, Mette Benzon v.Gersdorff (1735-1757) som døde i barselseng da hun fik datteren Margrethe Mette de Teilmann (1757-1837). Denne arvede Ristrup og blev gift med sin fætter, konferensråd Peder de Wormskiold (1750-1824), dvs. med en søn af sin tante Ingeborg Christiane Teilmann (1720-1785), og blev moder til botanikeren Morten de Wormskjold (1783-1854). Hun solgte Ristrup i 1829. En anden datter, Ingeborg Christiane de Wormskjold (1784-1859), overhofmesterinde og filantrop, blev gift med sin fætter Peder Otto v.Rosenørn (1778-1828), søn af ovennævnte stamhusherrinde Christine Marie de Wormskjold (1752-1817) og Christian v.Rosenørn-Teilmann (1741-1812). Ingeborg Christiane de Wormskjold, der arvede stamhuset Nørholm, og Peder Otto v.Rosenørns søn, Theodor (Christian Peder) v.Rosenørn-Teilmann (1817-1879), ægtede sin kusine Christine Marie v.Rosenørn (1821-1852), datter af stiftamtsmand Carl Gustav v.Rosenørn (1784-1858) og Mette Margrethe de Wormskjold (1786-1858). Deres datter, Ingeborg Kristiane v.Rosenørn-Teilmann (1852-1929), som mistede sin moder Christine Marie v.Rosenørn da hun var seks måneder gammel, blev Nørholms næste (og sidste) stamherrinde. 
Ingeborg Kristiane v.Rosenørn-Teilmann (1852-1929) til Nørholm, udgav religiøse digte og naturlyrik, behandlede historiske emner i versromaner, genfortalte et par islandske sagaer, og udgav strøtanker og småafhandlinger enten anonymt, under mærket I.K.R. og under sit fulde navn, samlede i Ude i frisk Luft, 1905, Af min Dagbog, 1917. Hendes bofælle mellem 1887-1919 var komponisten og lærer Elisabeth Susette Boisen (1850-1919) som i nært samarbejde satte adskillige af hendes digte, t.ex. en samling romancer Fra Lunden, 1901, i musik.
Thøger de Teilmann (1776-1827) til Endrupholm og Hennegård, fra hvem den nulevende adelige linje stammer, ægtede 1803 Else Jensdatter Hanssen (1780-1825). Blandt deres børn var Sophie Amalie de Teilmann (1803-1877), Christiane Marie de Teilman (1807-1875), Anna de Teilman (1809-1877) som 1871 blev priorinde på Vemmetofte kloster, Jens de Teilman (1811-1869), Poul de Teilman (1814-1890), Christoffer Frederik de Teilman (1818-1869) og Tøger Reenberg de Teilman (1805-1852), som i 1832 solgte Endrupholm og flyttede til Store Hebo, Janderup. 
Christoffer Frederik de Teilman (1818-1869) gik ind i jægerkorpsen ved krigens 1848-1851 udbrud og blev premierløjtnant efter slaget ved Isted i juli 1850. Han blev toldkontrollør, ægtede Agnete Marie Frederikke Brede (1832-1897), og blev fader til, blandt andre, Tøger Reenberg de Teilmann (1857-1938) og Johannes Mathias de Teilmann (1861-1945). Den sidste, der var kontrollør i Nationalbanken og 1892 spillede fodbold for landsholdet, var gift med Andrea Birgitte Lerche (1868-1947) og fik blandt andre en søn, Frederik Tøger Reenberg de Teilmann (1890-1914).   
Tøger Reenberg de Teilman (1805-1852) til Endrupholm blev 1825 sekondløjtnant i det Fynske infanteri regiment, 1841 kaptajn, og var gift første gang med Hansine Marie Vestesen (1804-1839) og fik en søn, Tøger de Teilman (1833-1842), der døde ung, og anden gang med Kristine Marie Knudsen (1826-1917). Med hende fik han datteren Sophie Hansine de Teilman (1847-1909) der ægtede sagfører Nils Jochum Hansen Harck (1844-1908), og sønnen, proprietær, landbrugskandidat Tøger Hans de Teilman (1850-1936) til Gjellerupholm, Varde. Sophie Hansine de Teilmans eneste datter Anna Elise Reenberg Teilman Harck (1887-1928), blev gift med politidirektør i København Aage Valdemar Seidenfaden (1877-1966) og blev farmor til avisredaktøren Tøger Seidenfaden (1957-2011).  
Tøger Hans de Teilman (1850-1936) til Gjellerupholm, Varde, blev student fra Herlufsholm og landbrugskandidat fra Landbohøjskolen. Han fik først stilling som forvalter på Juellund ved Køge og blev 1876 forpagter på Armvanggård, Lunderuplund teglværk og pottemageri, der alt sammen hørte under stamhuset Nørholm. 1891 erhvervede han Gjellerupholm, som han solgte 1912. Han var gift med Hertha Othilia Schäff (1851-1936) - dattersdatter af Ingeborg Christiane de Teilman (1780-1863), datter af Thøger Reenberg de Teilmann (1721-1788) og Sophie Amalie v.Gersdorff (1743-1801) - og var fader til Edele Margrethe Krag Reenberg Teilman (1888-1942), der var gift med overlæge Albert Marius Hald (1878-1935), og til Sophie Amalie Gersdorff Reenberg Teilman (1890-1944), der ægtede translatør Carl Georg Valdemar Bratli (1871-1957).

## Den borgerlige og den norske gren
Ovennævnte købmand i Ribe Christen Nielsen Teilman (1645-1728) var fader til sognepræst i Drammen Hans Teilman (1704-1765) og til amtsforvalter kammerråd Andreas Teilman (1699-1772).
Hans Teilman (1704-1765) kom til Norge 1731 som lærer i Trondhejms latinskole, blev 1736 kapellan ved Vor Frue kirke sammesteds, 1738 præst ved arresthuset i København, 1741 sognepræst i Hole på Ringerike, 1752 sognepræst i Bragernes og Strømsøe, Drammen. Han blev gift med Anna Petersen Brøsting (1709-1764) og fik en søn, frugtavler og "pomolog", sognepræst i Modum Christian Teilman (1743-1821), hvis descendents endnu lever i Norge.  
Christian Teilman (1743-1821) beskrives som “ualmindelig tidlig udviklet” og kom 14 år gammel til universitetet i København, og kom til examen med en oversættelse af hele den hebraiske bibel. I København var fysik, mekanik og naturhistorie på mode, og han begyndte at studerede frugttræplantning, så der han kom som kapellan i Modum i 1781, anlagde han en betydelig planteskole, og viste bønnerne at der lønnede sig at dyrke æbler. 1781 skrev han til Det Kongelige Danske Landhuusholdnings-Selskab i København, at han havde en lyst-, frugt- og urtehave på 3,5 tønder land. Fem år senere rapporterede han, at han havde 10.000 frugttræer i planteskolen. Christian Teilman fik 1787 guldmedalje fra Det Kongelige Danske Landhuusholdnings-Selskab og i 1797 udgav han selv sit 538 siders hovedværk om gartneriarbejde Anvisning til norske frugttræskoler at anlægge og vedligeholde. Han fik ikke nogen stor økonomisk fremgang af sit virke, og kom ind i nogle kostbare retssager med sine naboer om jord. En sag som blev påbegyndt i 1784 endte i højesteret, hvor der faldt dom i 1800 i hans favør. Han siges at have mellem 1797-1821 bidraget til at få startet mindst 20 større eller mindre plante skoler i Norge. Digteren Jonas Rein (1760-1821) nævner ham i sine digte blandt Norges patrioter. Han blev gift med Anna Elisabeth Margrethe Finchenhof (1745-1806), datter af sognepræst Christian Jørgen Fincherhof (1712-1775) og Sofie Elisabeth Meldal Arnesdatter Kongshaug (1711-1795). Anna Elisabeth var enke efter sognepræst Peder Middelfart (1726-1770). Blandt deres afkom bør nævnes Christian Finchenhoff Teilman (1775-1827), sognepræst i Laurdal, Jarlsberg, og Andreas Teilman (1776-1834), sognepræst i Drangedal, Larvik, og Vestby. 
Christian Teilman (1843-1909) var en berømt norsk komponist, pianist og organist, søn af godsejer og kopist James Røder Teilman (1805-1886) til Tomb, Østfold, i sin tur søn af ovennævnte Christian Finchenhoff Teilman (1775-1827), og Emilie Petrine Michelsen (1802-1880), enke efter Karl Jørgen Emil Mathiesen (1807-1839). Født Jørgen Christian Fasting Teilman, han var en af sin tid mest produktive og populære norske komponister musik i "lille" format. Han skrev mere end 250 kompositioner, der blev udgivet i store oplag; omkring halvdelen blev først offentliggjort ved Carl Warmuths (1844-1895) udgivelse og mange værker udkom også i svenske, danske og tyske musikforlag. En operette, Stellas Ring, blev udført flere gange på Christiania Theater i 1877, men langt de fleste af de værker, han skrev var for klaversolo. Der var danse, polkaer, valse og menuetter, marsjer, salmetoner og folkemelodier. Kompositionerne blev ofte skrevet til en bestemt begivenhed, som til festmarchen til Urskogbanens åbning og ved afsløring af Carl Johan monumentet i 1875. Sidstnævnte blev hans mest populære værk. Han fik sin uddannelse af komponisten og organisten Carl Arnold (1794-1873) i Christiania og komponist og pianist Herman Berens (1826-1880) i Stockholm. I 1869 bosatte han sig i Christiania og arbejdede som musiklærer, sammen med sin bror Carl Emil Mathiesen Teilman (1845-1911) - der drev klaver handel og også udgav nogle mindre kompositioner - som komponist og var et kendt navn i hovedstaden som underholdningspianist. Han deltog i mange populære koncerter af egne værker - bl.a. på Tivoli, i Studentersamfundet, Kristiania Arbejdersamfundet, Nordstrands Bad og Christiania Theater, og i de private hjem var Teilman en agtet navn. Christian Teilman blev ikke gift.
Andreas Teilman (1699-1772) blev 1727 forvalter hos gehejmerådinde Raben, Emerentia Levetzow (1669-1746), enke efter gehejmeråd og amtmand Johan Otto Raben, på Aalholms og Bremervolds godser, der 1725 havde købt den første af kongen (hvoraf hun 1734 oprettede grevskabet Christiansholm) samt Bremersvold. I december 1729 fik han bestilling som amtsforvalter i Vordingborg, og blev 1749 kammerråd. Han var gift med Anna Neergaard (1712-1794), datter af Johann Neergaard (1673-1737) til Fuglebjerggård, og blev fader til sognepræsterne Peter Teilman (1745-1816) i Tøstrup og Ugerløse, og Hans Teilman (1746-1822). Anna Neergaards brodersønner, etatsråd Jens Brun Neergaard og kancelliråd Johan Thomas Neergaard blev adlet 1780 og regnes som stamfædre for den nulevende adelige familie de Neergaard i Danmark. 
Peter Teilman (1745-1816) blev student fra Herlufsholm skole 1761, cand. theol. 1763, sognepræst i Tøstrup og Ugerløse, blev gift med Anna Maria Hvass (1747-1785), datter af Hans Hvass (1718-1787), sognepræst i Jylling og Gundsømagle. De havde foruden sønnen Andreas Teilman (1780-1811), der var sognepræst i Jydstrup og Valsølille, en søn, konsistorialråd Johan Christian (Christen) Teilman (1783-1866), der overtog sin brors sognepræstembede i Jydstrup og Valsølille ved dennes død, og var 1817 præst i Tostrup og Ugerløse. 1861 blev han konsistorialråd. Han ægtede 1811 sin kusine Mette Margrethe Teilman (1783-1877) og var fader til genealog, sognepræst i Bredsten Andreas Teilmann (1812-1869) og til skolelærer på Frydendal Frands Jørgen Harald Teilmann (1814-1881), hvis søn var legatstifteren, vingrosserer, generalkonsul Johan Christian Teilmann (1845-1929). 
Hans Teilman (1746-1822) blev student fra Herlufsholm skole 1761 og blev sognepræst først i Borup og Kimmerslev og 1776 i Tølløse og Ågerup, og blev fader til sognepræst i Ormslev og Kolt Andreas Peter Johan Teilmann (1797-1883) — hvis søn, valgmenighedspræst i Bering, Jylland, Jørgen Teilmann (1835-1919) var fader til gymnastikdirektør Kåre Teilmann (1870-1934) — til Cathrine "Trine" Georgia Teilman (1777-1842), gift med provst i Tølløse og Ågerup Thomas Schatt Rørdam (1776-1831), til Engelke Marie Teilman (1780-1873), gift med sognepræst til Fjaltring og Trans Carl Adolph Dahl (1774-1828), til Mette Margrethe Teilmann (1783-1877), der ægtede sin fætter, sognepræst i Tostrup og Uggerløse og konstistorialråd Johan Christian Teilman (1783-1866), og Cathrine Margrethe Samsøe Teilmann (1787-1869), der også ægtede sin fætter, bror til den førnævnte Johan Christian, sognepræst i Jystrup og Valsølille Andreas Teilmann (1780-1811). Den sidstnævnte var interesseret i genealogi og udgav 1844 Stamtavlen over Familien Teilmann og 1845 Stamtavlen over Familien Neergaard.